# Circonscription d'Asahita
La circonscription d'Asahita est une des 8 circonscriptions législatives de l'État fédéré de l'Afar, elle se situe dans la Zone 1. Son représentant actuel est Ali Mohammed Ahmed.